# Faramea verticillata
Faramea verticillata är en måreväxtart som beskrevs av Charlotte M. Taylor. Faramea verticillata ingår i släktet Faramea och familjen måreväxter. Inga underarter finns listade i Catalogue of Life.